# Spi (俳優)
spi（すぴ、1987年10月30日 - ）は、日本の俳優、歌手、モデル。
神奈川県横須賀市出身、青山学院大学法学部卒。
フリーにて活動中。

## 来歴・人物
- 米国人の父と日本人の母をもつ。特技は、英語、歌、ダンス、テニス、スキー、ラグビー、バスケットボール。足のサイズは29.5cm[2]。
- 5歳頃から、横須賀米海軍のシアターグループに所属し、演技、歌の研鑽をスタート。アメリカ本国で本格的な舞台経験を持つ海軍関係者も多く所属し非常に恵まれた環境だった。ここでのミュージカル「ミュージックマン（英語上演）」ウィンスロップ役が初舞台である。同時期に「南太平洋（英語上演）」、東京交響楽団のオペラ「夕鶴」の子役も経験している。同時に教会聖歌隊のボーイソプラノ・ソリストとして、クラシックのバロックから近代作品にいたる幅広い経験を積み、東京ヴィヴァルディ合奏団との共演などもしている[3]。
- 10代後半からはユニットを組んで東京都内のライブハウスやイベントスペースなどに出演しはじめ、ヴォーカル、ダンサーとして活動。
- 2010年、水夏希（元宝塚歌劇団雪組トップスター）とユニット「Guys☆From The Earth」を結成し、フジテレビジョンタイアップドラマ『スミレ刑事の花咲く事件簿』で主題歌を歌うなどの実績を残している。
- 2016年、表現の幅を広げるために渡米、ニューヨークで舞台技術、ヒップホップ、クラシックバレエを学んだ[4]。
- 『Take me out』('16)の演出を担当した藤田俊太郎は、俳優 spi について「台詞の分析、美しい体格、演技者として素晴らしいスタイルを持っています」と評している[5]。
- 「トリプル・スレット・エンターテイナー」（演技、歌唱、ダンスのすべてに卓越した舞台人）。本人の公式ブログでは、目標として「トリプル・スレット・エンターテイナー」（演技、歌唱、ダンスのすべてに卓越した舞台人）[6]を目指す[7]。
- 2021年佐藤流司、福澤侑、心之介らと音楽パフォーマンスユニットZIPANG OPERA[8]を結成し活動中。
- 2023年、マドリード国際映画祭で外国語映画最優秀主演男優賞を受賞[9]。
- ミュージカル、ストレートプレイなどの舞台、また歌手としての単独ライブを行っている。

## 主な出演

### 舞台
- ミュージカル『ミュージックマン』（1998年）- ウィンスロップ 役
- ミュージカル『南太平洋』
- オペラ東京交響楽団『夕鶴』（2000年）
- ミュージカル『RENT』
  - （2010年10月、シアタークリエ 他）- ゴートン 役
  - （2012年10月、シアタークリエ 他）- ベニー 役[10]
  - （2015年9月、シアタークリエ ）- ベニー役[11]
- 舞台『7DOORS〜青ひげ公の城〜』（2012年3月16日 - 4月1日、東京グローブ座 他）- 肉欲 役[12]
- ミュージカル『ZANNA』（2013年2月、シアタークリエ）- アーヴィン役[13]
- 舞台『アガサ・クリスティー・サスペンスオムニバス 第一部 最後のディナー / 第二部 フェイからの電話』（2013年7月2日- 3日、三越劇場）[14]
- ミュージカル『カルメン』（2014年6月、天王洲 銀河劇場） - インマル 役
- 舞台『ヒストリーボーイズ』（2014年8月、世田谷パブリックシアター 他）- ティムズ 役[15]
- ミュージカル『WAYOUT』（2015年2月、大阪・エル・シアター / 3月、池袋・プレイハウス） - 田上翔 役[16]
- ミュージカル『DNA-SHARAKU』（2016年1月、新国立劇場 中劇場） - 伊兵衛 役[17][18]
- 舞台『黒子のバスケ』 - 大坪泰介 役
  - 舞台『黒子のバスケ THE ENCOUNTER』（2016年4月8日 - 24日、サンシャイン劇場）[19]
  - 舞台『黒子のバスケ Over-Drive』（2017年6月22日 - 7月9日、AiiA 2.5 Theater Tokyo / 7月13日 - 17日、森ノ宮ピロティホール）[20]
  - 舞台『黒子のバスケ ULTIMATE-BLAZE』（2019年4月30日 - 5月1日、COOL JAPAN PARK OSAKA TTホール / 5月4日 - 5日、刈谷市総合文化センター 大ホール / 5月7日 - 13日、日本青年館ホール / 5月18日 - 19日、福岡市民会館 大ホール）[21]
- ミュージカル『ラディアント・ベイビー〜キース・ヘリングの生涯〜』（2016年6月、シアタークリエ） - ディーバマン 役[22]
- ミュージカル『H12』（2016年9月、新宿村LIVE 他） - 神谷哲人 役[23]
- 舞台『Take Me Out』（2016年12月） - デイビー ・バトル 役[24]
- ミュージカル『刀剣乱舞』- 蜻蛉切 役
  - 三百年の子守唄（みほとせのこもりうた）（2017年3月4日 - 26日、AiiA 2.5 Theater Tokyo / 4月1日 - 9日、梅田芸術劇場 メインホール / 4月14日 - 23日、AiiA 2.5 Theater Tokyo / 5月19日 - 21日、中国・珠海大劇院）[25]
  - 三百年の子守唄（再演）（2019年1月20日 - 2月3日、天王洲 銀河劇場 / 2月8日 - 11日、サンケイホールブリーゼ / 2月17日 - 3月3日、京都劇場 / 3月15日 - 24日、TOKYO DOME CITY HALL）[26]
  - 葵咲本紀（きしょうほんぎ）（2019年8月3日 - 18日、天王洲 銀河劇場 / 8月30日 - 9月8日、サンケイホールブリーゼ / 9月14日 - 9月28日、AiiA 2.5 Theater Kobe / 10月4日 - 6日、
アルモニーサンク 北九州 ソレイユホール / 10月19日 - 27日、TOKYO DOME CITY HALL）[27]
  - 千子村正 蜻蛉切 双騎出陣〜万（よろず）の華うつす鏡〜（2023年11月26日 - 12月31日、IHIステージアラウンド東京）[28]
  - 目出度歌誉花舞 十周年祝賀祭（2025年7月30日、東京ドーム）[29]
- 舞台『止まれない12人』（2017年8月 - 9月、シアターサンモール） - 朝倉浩一 役[30]
- 舞台『KING OF PRISM』- 大和アレクサンダー 役
  - 舞台『KING OF PRISM-Over the Sunshine!-』（2017年11月2日 - 5日、梅田芸術劇場 シアター・ドラマシティ / 11月8日 - 12日、AiiA 2.5Theater Tokyo）[31]
  - 舞台『KING OF PRISM -Shiny Rose Stars-』（2020年2月20日 - 3月1日、TOKYO DOME CITY HALL）[32]※2月27日 - 3月1日公演中止
- シアタークリエ10周年記念公演『TENTH』（2018年1月4日 - 11日 二幕 ガラコンサート/ 24日 ‐ 31日 一幕 「この森で、天使はバスを降りた」〈 イーライ 役 〉二幕 ガラコンサート、シアタークリエ）[33]
- 舞台『Take Me Out 2018』（2018年3月 - 5月、DDD青山クロスシアター）- デイビー・バトル 役[34]
- 舞台『SAMAEL』（2018年6月9日 - 17日、
中目黒キンケロシアター） - オキソ 役 [35]
- 舞台『信長の野暮』（2018年7月11日 - 15日、六行会ホール）- 主演・織田信長 役[36]
  - 舞台『信長の野暮』（2023年5月11日 - 21日、吉祥寺シアター / 5月26日 - 28日、大阪ABCホール）[37]
- ミュージカル『ジャージー・ボーイズ』 - ニック・マッシ 役
  - ミュージカル『ジャージー・ボーイズ』（2018年9月7日 - 10月3日、東京・日比谷 シアタークリエ / 10月8日、秋田・大館市民文化会館 / 10月12日、岩手県民会館 / 10月18日、愛知・日本特殊陶業市民会館 中ホール / 10月25日 - 28日、大阪・新歌舞伎座 / 11月4日、福岡・久留米シティプラザ ザ・グランドホール / 11月10日 - 11日、神奈川県民ホール）- Wキャスト / TEAM BLUE[38]
  - ミュージカル『ジャージー・ボーイズ』 2020年版（2020年7月6日 - 8月9日、東京・帝国劇場 / 8月13日 - 17日、福岡・博多座 / 8月26日 - 31日、大阪・新歌舞伎座 / 9月5日 - 6日、愛知県芸術劇場 / 9月12日 - 13日、神奈川・神奈川県民ホール）- Wキャスト/ チームGREEN[39]※全公演中止[注 1]
  - ミュージカル『ジャージー・ボーイズ』2022年版（2022年10月6日 - 29日、東京・日生劇場 / 11月3日 - 6日、大阪・新歌舞伎座 / 11月10日 - 13日、福岡・博多座 / 11月26 - 27日、愛知・日本特殊陶業市民会館ビレッジホール / 12月3日 - 4日 秋田・あきた芸術劇場 / 12月10日 - 11日、神奈川・よこすか芸術劇場大劇場）-Wキャスト / チームGREEN[41]
  - ミュージカル『ジャージー・ボーイズ』2025年版（2025年8月 - 9月、シアタークリエ） - トミー・デヴィート 役 トリプルキャスト / チームYELLOW・チームGREEN[42][43]
- ミュージカル『VIOLET』 - 父親 役
  - ミュージカル『VIOLET』2020年版（2020年9月4日 - 6日、東京芸術劇場 プレイハウス）[44]
  - ミュージカル『VIOLET』2024年版（2024年4月7日 - 21日、東京芸術劇場 プレイハウス / 4月27日 - 29日、梅田芸術劇場 シアター・ドラマシティ）[45]
- 舞台『銀牙 -流れ星 銀-』～牙城決戦編～（2020年10月22日 - 11月1日、天王洲 銀河劇場）- 赤カブト 役[46]
- FAKE MOTION –THE SUPER STAGE– （2021年4月19日 - 5月2日、品川プリンスホテル ステラボール）※4月29日にゲスト出演の予定であった[47]が、※一部公演中止[48]。
- ミュージカル『オリバー!』（プレビュー公演：2021年9月30日 - 10月6日 / 本公演：10月7日 - 11月7日、東急シアターオーブ / 12月4日 - 14日、梅田芸術劇場メインホール）- ビル・サイクス 役（Ｗキャスト）[49]
- シン る・ひま オリジナ・るミュージカ・る『明治座で逆風に帆を張・る！！』（2021年12月28日 - 31日、明治座）- 第1部、木曾義仲 役 第2部、GENJIMIN 役[50]
- ミュージカル『手紙』2022（2022年3月12日 - 27日、東京建物 Brillia HALL）- 武島剛志 役[51]
  - ミュージカル『手紙』2025(2025年3月7日 - 23日、東京建物 Brillia HALL / 3月29日 - 31日、SkyシアターMBS / 4月5日・6日、岡山芸術創造劇場ハレノワ 大劇場）[52]
- チハマオート旗揚げ公演『カガミマエ・ブルース』（2022年3月25日、阿佐ヶ谷ひつじ座）※ゲスト出演[53]
- 『シュレック・ザ・ミュージカル』トライアウト公演 （2022年8月15日 - 18日※18日夜公演 - 24日まで休演、25日 - 28日までシュレック代役にて公演再開、東京建物 Brillia HALL）- シュレック 役[54]
- ブロードウェイ・ミュージカル『ドリームガールズ』2023（2023年2月5日 - 14日、東京国際フォーラム ホールC /2月20日 - 3月5日、大阪・梅田芸術劇場 メインホール / 2023年3月11日 - 15日、福岡・博多座 / 3月22日 - 26日、愛知・御園座）-カーティス・テイラー・ジュニア 役[55]
- BREAK FREE STARS（2023年10月23日 - 11月5日、IHIステージアラウンド東京）[56]
- 明治モダン歌劇『恋花幕明録〜前日譚〜』（2024年2月8日 - 18日、IMM THEATER / 2月23日 - 25日、AiiA 2.5 Theater Kobe） - 西郷隆盛 役[57]
- ミュージカル「陰陽師」〜海国の章〜（2024年7月20日 - 9月21日、オンライン配信のみ ※2020年中止になった舞台のゲネプロ映像配信） - 荒川の主（特別映像出演）
- 『マッシュル-MASHLE-』THE STAGE 2.5（2024年8月2日 - 12日、天王洲 銀河劇場 / 8月17日 - 19日、AiiA 2.5 Theater Kobe） - マーガレット・マカロン 役[58]
- 舞台『ハンドレッドノート〜暗闇に消えた月〜』（2024年10月8日、品川プリンスホテル クラブeX） - 日替わりゲスト[59]
- シンる・ひま オリジナ・る ミュージカ・る 革命『もえ・る剣』（2024年12月27日 - 2025年1月2日、シアターH / 2025年1月18日・19日、サンケイホールブリーゼ） - 主演・松平容保 役（内藤大希とW主演）[60]
- 池袋サンシャイン座長フェスティバル 〜『堂々めぐりの人斬り狼』&『西部のハリーはあばれ馬』〜（2025年3月2日、サンシャイン劇場）[61]
- ハジケ・る ポップコーン一座『テイ・る オブ ナイトメア』〜不思議の国の給仕係〜（2025年3月26日、I'M A SHOW）[62][63]
- 『HUNTER×HUNTER』THE STAGE 3（2025年5月17日 - 25日、天王洲 銀河劇場 / 6月7日 - 15日、SkyシアターMBS） - レイザー 役[64]

### LIVE・イベント

#### 個人イベント
- 「Stay With Me」（2017年9月10日 BAYSIS）[65]
- 「Friend」（2017年10月21日、ミロレーション広尾）
- 「Valentine」（2018年2月12日、ヨコスカ・ベイサイド・ポケット）
- 「spi special stage in 杭州」（2018年5月20日、酒球会LiveHouse）
- 「Stay With Me」（2018年8月11日、LIVE HOUSE バナナホール）
- 「Nonfiction」（2019年6月3日、ヨコスカ・ベイサイド・ポケット）
- 「spi THE TOUR 2020」（2020年5月10日、朝日生命ホール（延期）/ 5月23日、港文化小劇場（延期）/ 6月6日、SKALA ESPACIO（延期）/ 6月13日、darwin（延期） / 6月20日、LANDMARK HALL（振替・10月4日））
- 「spi presents Premium Live On Demand」（2020年11月14日）
- 「TENPTATION」（2021年5月22日、LANDMARK HALL）
- 「spi Birthday Fan Greeting」（2021年10月30日、新都市ホール）
- 「spi ファンイベント in OSAKA ～Best Of Joy～」（2022年7月9日、朝日生命ホール）
- 「spi ファンイベント」（2022年12月24日、LANDMARK HALL）

#### ZIPANG OPERA
- 『ZIPANG OPERA ACT ZERO ～暁の海～』（2021年6月17日 - 20日、東京国際フォーラム　ホールC）[66]
- ACTORS☆LEAGUE - オープニングアクト
  - in Baseball 2022（2022年8月22日、東京ドーム）[67]
  -  in Baseball 2023（2023年7月3日、東京ドーム） [68]

#### その他出演イベント
- ミュージカル『刀剣乱舞』- 蜻蛉切役
  - 真剣乱舞祭 2017（2017年12月8日 - 9日、日本武道館 / 12月12日 - 13日、大阪城ホール / 12月19日 - 20日、さいたまスーパーアリーナ / 12月23日 - 24日、中国・広州体育館）[69]
  - 真剣乱舞祭 2018（2018年11月24日、サンドーム福井 / 11月27日 - 28日、日本武道館 / 12月5日 - 6日、セキスイハイムスーパーアリーナ / 12月11日 - 12日、大阪城ホール / 12月15日 - 16日、幕張メッセ） [70]
  - 歌合 乱舞狂乱 2019（2019年11月24日、長野ビッグハット / 11月28日 - 29日、宮城・セキスイハイムスーパーアリーナ / 12月6日 - 7日、北海きたえーる / 12月12日 - 13日、福岡国際センター / 12月21日 - 22日、広島グリーンアリーナ / 2020年1月4日 - 5日、さいたまスーパーアリーナ / 1月11日 - 12日、愛知県国際展示場 展示ホールA / 1月15日 - 16日、大阪城ホール / 1月22日 - 23日、武蔵野の森総合スポーツプラザ メインアリーナ）[71]
  - 刀剣乱舞 大演練（2020年8月11日、東京ドーム）[72]※公演見送り[注 2]
  - 刀剣乱舞 大演練〜控えの間〜（2020年8月11日、DMM.com）[75]
  - 五周年記念 壽 乱舞音曲祭（2021年1月9日-23日、東京ガーデンシアター）[76]
  - オダイバ!!超次元音楽祭 ハッピーバレンタインフェス 2021（2021年2月13日、ぴあアリーナMM）
  - 真剣乱舞祭2022（2022年5月8日 サンドーム福井 / 5月14日 - 15日、日本ガイシホール / 5月18日 - 19日、大阪城ホール / 5月25日 - 26日、セキスイハイムスーパーアリーナ（グランディ・21） / 6月4日 - 6月5日、西日本総合展示場 新館ABC展示場 / 6月9日 - 10日、広島グリーンアリーナ / 6月15日 - 16日、幕張メッセ イベントホール / 6月22日 - 26日、国立代々木競技場 第一体育館）[77]
  - ㊇ 乱舞野外祭（すえひろがり らんぶやがいまつり）（2023年9月17日 - 24日、富士急ハイランド・コニファーフォレスト）※日替わり出演、21日のみ[78]
- 舞台『KING OF PRISM』- 大和アレクサンダー 役
  - STAGE FES 2017（2017年12月31日 - 2018年1月1日、ソニックシティ大ホール）[79]
  - 舞台『KING OF PRISM-Rose Party on STAGE 2019-』（2019年10月12日、パシフィコ横浜 国立大ホール）[80]※公演中止、配信実施
- ミュージカル『ジャージー・ボーイズ』- ニック・マッシ 役
  - ミュージカル『ジャージー・ボーイズ』イン コンサート（2018年5月12日 - 13日、東京・東急シアターオーブ）[81]
  - ミュージカル『ジャージー・ボーイズ』イン コンサート※2020年版 （2020年7月18日 - 8月5日、帝国劇場）[82]
- 「第４回 花の◯年組」（2020年4月27日、全電通労働会館）※公演中止、配信実施
- 「第６回 花の◯年組」（2020年9月20日、KFCホール）※夜公演のみ
- BROADWAY MUSICAL LIVE 2020 （2020年9月25日 - 26日、Bunkamura オーチャードホール）[83]
- さかもと八竜天文台『ええ声のプラネタリウム　春の星座』（ナレーション、2020年12月）
- 原田優一『the Song of Stars』〜Live Entertainment from Musical〜 （2021年3月27日 - 28日、 COTTON CLUB）※27日夜公演、28日昼公演[84]
- GREATEST HITS from Musical Movies -グレイテスト・ヒッツ・フロム・ミュージカルムービー （2021年5月15日 - 16日、東京・東急シアターオーブ）[85]
- 曲がまだないミュージカル『雨がやまない世界なら-M14「きっとまだ」』（2021年5月19日公開）
- ゆるGG!～2.5次元俳優ゲーム実況生番組～（2021年7月27日）[86]
- 「ぼくたちのあそびば」2.5周年記念 灼熱の夏祭り（VTRゲスト、2021年8月3日）
- ミュージカル『オリバー！』ONLINEアフタートークパーティ（配信、2021年10月27日）
- 『UNLIMITED feat. spi & Yu Imari』Blu-ray 発売記念イベント（2021年11月13日、東京証券会館 / 11月14日、T・Bホール）
- Music is Beautiful〜 song & danceで綴るラブストーリー 〜（2022年1月21日 - 22日、さくらホール）
- ACTORS☆LEAGUE
  - 2021（2021年7月21日、東京ドーム）- シークレットゲスト[87]
  - Games 2023（2023年6月19日、日本武道館）- 北湊高校 Grudge Orca スピ[88]
  - 2025（2025年8月26日〈予定〉、国立代々木競技場 第一体育館）[89]
- SING SHOW DOWN 〜年代別ベストヒットカラオケバトル〜（2025年10月13日〈予定〉、COMTEC PORTBASE）[90]
- Musical Lovers2025（2025年11月8日・9日〈予定〉、渋谷区文化総合センター大和田 さくらホール）[91]

### 配信番組
- やってんなお前（2019年5月 - 、ニコニコチャンネル）
- spiの人類脱力化計画（2020年5月 - 、ニコニコチャンネル）

### テレビ番組
- マーサ＆ハニー（2018年3月16日、番組内コーナー【参拝男子】 テレビ東京）
- バズリズム02（2018年8月17日 日本テレビ）
- 僕らのミュージカル・ソング2020 第2夜（2020年7月25日WOWOWプライム）[92]

テレビ演劇 サクセス荘（テレビ東京） - 虎次郎 役
- サクセス荘2（2020年7月9日-9月24日）[93]
  - サクセス荘2 mini（2020年10月12日 - 12月22日（あにレコTV内のミニコーナーで放送））[94]
- サクセス荘3  （2021年1月6日-）[95]
  - サクセス荘3 mini（2021年4月5日-（あにレコTV内のミニコーナーで放送））[96]

ミュージカル『刀剣乱舞』- 蜻蛉切 役
- 第69回 NHK紅白歌合戦（2018年12月31日 、NHK）
- CDTVスペシャル！年越しプレミアムライブ 2018→2019（2018年12月31日 - 2019年1月1日、TBSテレビ）
- J-MELO（2019年11月9日、NHK-BSプレミアム）
- ミュージックステーション（2020年9月11日、テレビ朝日）

ZIPANG OPERA
- プレミアMelodiX!（2021年11月22日、テレビ東京）

### 映画
- 映画演劇サクセス荘 -侵略者Sと西荻窪の奇跡-（2021年12月31日公開）- 虎次郎 役[97]
- SINGULA（2024年5月10日公開、監督：堤幸彦） - 主演・AI 役[98][99]

### テレビアニメ
- 錆色のアーマ-黎明-（2022年1月 - 3月、TOKYO MX ） - 木偶 役[100]

### その他
CM
adidas／LUMINE／UNIQLO／LEVI'S
WebCM
ソニー銀行
雑誌
Tarzan／WOOFIN／RUDO

## 受賞歴
- マドリード国際映画祭2023 外国語映画最優秀男優賞（『SINGULA』）

## 作品

### 楽曲
- カバーアルバム『ジョイフル・ジョイフル』(2001年10月25日発売）
- カバーアルバム『美しい日本の歌』(2006年03月25日発売）
- カバーアルバム『STAY WITH ME』(2017年9月10日発売）
- EP『My Name is...』内楽曲『Am I Your Boyfriend feat. spi』(2018年8月22日発売）[101]
- オリジナルCD『悪フザけ、LOVEだらけ。』（2019年6月3日発売）
- カバーアルバム『ACOUSTiCS』（2020年9月29日発売）[102]
- オリジナル楽曲『裸の王様』（2020年10月3日配信開始）
- コンセプトアルバム ソングサイクル・ミュージカル『雨が止まない世界なら』（2022年6月30日発売）[103]

ZIPANG OPERA
- アルバム『ZERO』(2021年11月3日発売)[104]
- ソロ楽曲『Into My Soul』（スマートフォン向けアクションRPG『ドラガリアロスト』内イベント曲/2021年9月10日配信開始）[105][106][107]
- デジタルシングル『STEER THE SHIP』（2022年8月22日配信開始）[108]

### 書籍
- 写真集『AMPHIS spi』（2019年10月17日発売）[109]
- 写真集『失恋男子-シツレンバナシ- 』第3弾(2020年2月14日発売)[110]
- 『ニノダン＋(プラス) -Power of the Stage-』(2021年10月発売)
- 『UNLIMITED feat. spi & Yu Imari』PHOTO BOOK(2021年11月17日発売)